# Отёк лёгких
Отёк лёгких — состояние, при котором содержание жидкости в лёгочном интерстиции превышает нормальный уровень. Характеризуется накоплением внесосудистой жидкости в лёгких вследствие увеличения разницы между гидростатическим и коллоидно-осмотическим давлениями в лёгочных капиллярах.

## Этиология отёка лёгких
Различают гидростатический и мембраногенный отёк лёгких, происхождение которых различно.
Гидростатический отёк лёгких возникает при заболеваниях, при которых внутрикапиллярное гидростатическое давление крови повышается до 7—10 мм рт. ст., что ведёт к выходу жидкой части крови в интерстиций в количестве, превышающем возможность её удаления через лимфатические пути.
Мембраногенный отёк лёгких развивается в случаях первичного повышения проницаемости капилляров лёгких, которое может возникать при различных синдромах.
Причины гидростатического отёка лёгких
| Факторы, повышающие уровень внутрикапилярного давления | Механизмы повышения внутрикапилярного давления |
| ------------------------------------------------------ | --- |
| Дисфункция сердца                                      | Уменьшение сократимости левого желудочка, митральный стеноз, применение некоторых лекарственных препаратов, чрезмерное увеличение ОЦК, нарушения ритма сердца |
| Нарушение лёгочно-венозного кровообращения             | Первичная венозная констрикция, нейрогенная лёгочная веноконстрикция                                                                                          |
| Лёгочная эмболия                                       | Попадание в сосуды воздушных пузырей, тромбов, жировых капель, септических эмболов                                                                            |
| Обструкция воздухоносных путей                         | Бронхиальная астма, закупорка воздухоносных путей инородными телами                                                                                           |
| Обструкция лимфатических сосудов                       | Пневмоторакс, опухоли лёгких, положительное давление в воздухоносных путях                                                                                    |

Причины мембраногенного отёка лёгких
| Синдром                        | Причины развития                                                   |
| ------------------------------ | ------------------------------------------------------------------ |
| Респираторный дистресс-синдром | Сепсис, травма грудной клетки, панкреатит, пневмония               |
| Аспирационный                  | Заброс в дыхательные пути желудочного содержимого, воды и др.      |
| Ингаляционный                  | Токсические газы (озон, хлор, фосген), дым, пары ртути, воды и др. |
| Интоксикационный               | Бактериальные эндотоксины, почечная недостаточность                |

## Патофизиология отёка лёгких

### Механизм развития
Важным механизмом противоотёчной защиты лёгких является резорбция жидкости из альвеол, обусловленная главным образом активным транспортом ионов натрия из альвеолярного пространства с водой по осмотическому градиенту. Транспорт ионов натрия регулируется апикальными натриевыми каналами, базолатеральной Na-К-АТФ-азой и, возможно, хлоридными каналами. Na-К-АТФ-аза локализована в альвеолярном эпителии. Результаты исследований свидетельствуют о её активной роли в развитии отёка лёгкого. Механизмы альвеолярной резорбции жидкости нарушаются при развитии отёка.
В норме у взрослого человека в интерстициальное пространство лёгких фильтруется приблизительно 10-20 мл жидкости в час. В альвеолы эта жидкость не попадает благодаря аэрогематическому барьеру. Весь ультрафильтрат выводится через лимфатическую систему. Объём фильтрующейся жидкости зависит согласно закону Франка—Старлинга от таких факторов: гидростатического давления крови в лёгочных капиллярах (Pгк) и в интерстициальной жидкости (Pги) коллоидно-осмотического (онкотического) давления крови (Pкк) и интерстициальной жидкости (Pки), проницаемости альвеолярно-капиллярной мембраны:
Vf = Kf ((Pгк — Pги) — sigma (Pкк — Pки)),
Vf — скорость фильтрации;
Kf — коэффициент фильтрации, отражающий проницаемость мембраны;
sigma — коэффициент отражения альвеолярно-капиллярной мембраны;
(Pгк — Pги) — разница гидростатических давлений внутри капилляра и в интерстиции;
(Pкк — Pки) — разница коллоидно-осмотических давлений внутри капилляра и в интерстиции.
В норме РГК составляет 10 мм рт. ст., а РКК 25 мм рт. ст., поэтому не происходит фильтрации в альвеолы.
Проницаемость капиллярной мембраны для белков плазмы является важным фактором для обмена жидкостей. Если мембрана становится более проницаемой, белки плазмы оказывают меньшее влияние на фильтрацию жидкости, поскольку при этом уменьшается разница концентраций. Коэффициент отражения (sigma) принимает значения от 0 до 1.
Ргк не следует путать с давлением заклинивания в лёгочных капиллярах (ДЗЛК), которое больше соответствует давлению в левом предсердии. Для тока крови РГК должно быть выше ДЗЛК, хотя в норме градиент между этими показателями небольшой — до 1—2 мм рт. ст. Определение РГК, которое в норме приблизительно равно 8 мм рт. ст., сопряжено с некоторыми трудностями.
При застойной сердечной недостаточности давление в левом предсердии возрастает в результате снижения сократительной способности миокарда. Это способствует повышению РГК. Если его значение велико, жидкость быстро выходит в интерстиций и возникает отёк лёгких. Описанный механизм отёка лёгких часто называют «кардиогенным». При этом повышается и ДЗЛК. Лёгочная гипертензия приводит к увеличению лёгочного венозного сопротивления, при этом РГК также может возрастать, в то время как ДЗЛК падает. Таким образом, при некоторых состояниях гидростатический отёк может развиваться даже на фоне нормального или сниженного ДЗЛК. Кроме того, при некоторых патологических состояниях, таких как сепсис и ОРДС, к отёку лёгких может привести повышение давления в лёгочной артерии, даже в тех случаях, когда ДЗЛК остаётся нормальным или сниженным.
Умеренное увеличение Vf не всегда сопровождается отёком лёгких, поскольку в лёгких существуют механизмы защиты. Прежде всего к таким механизмам относится увеличение скорости лимфотока.

### Причины возникновения
Поступающая в интерстиций лёгких жидкость удаляется лимфатической системой. Увеличение скорости поступления жидкости в интерстиций компенсируется увеличением скорости лимфотока вследствие значительного снижения сопротивления лимфатических сосудов и небольшого увеличения тканевого давления. Однако если жидкость проникает в интерстиций быстрее, чем она может быть удалена с помощью лимфатического дренажа, то развивается отёк. Нарушение функции лимфосистемы лёгких также приводит к замедлению эвакуации отёчной жидкости и способствует развитию отёка. Такая ситуация может возникнуть в результате резекции лёгких со множественным удалением лимфоузлов, при обширной лимфангиоме лёгких, после трансплантации лёгких.
Любой фактор, приводящий к снижению скорости лимфотока, увеличивает вероятность образования отека. Лимфатические сосуды лёгкого впадают в вены на шее, которые, в свою очередь, впадают в верхнюю полую вену. Таким образом, чем выше уровень центрального венозного давления, тем большее сопротивление приходится преодолевать лимфе при её дренировании в венозную систему. Поэтому скорость лимфотока при нормальных условиях непосредственно зависит от величины центрального венозного давления (ЦВД). Увеличение его может значительно снизить скорость лимфотока, что способствует развитию отёка. Этот факт имеет большое клиническое значение, поскольку многие терапевтические мероприятия у больных в критическом состоянии, например вентиляция с постоянным положительным давлением, инфузионная терапия и применение вазоактивных препаратов, приводят к повышению центрального венозного давления и, таким образом, увеличивают склонность к развитию отёка лёгких. Определение оптимальной тактики инфузионной терапии как в количественном, так и в качественном аспекте является важным моментом лечения.
Эндотоксемия нарушает функцию лимфатической системы. При сепсисе, интоксикации другой этиологии даже небольшое повышение ЦВД может привести к развитию тяжёлого отёка лёгких.
Хотя повышенное ЦВД усугубляет процесс накопления жидкости при отёке лёгких, вызванном увеличением давления в левом предсердии или повышенной проницаемостью мембраны, однако мероприятия по снижению ЦВД представляют риск для сердечно-сосудистой системы больных в критическом состоянии. Альтернативой могут стать мероприятия, позволяющие ускорить отток лимфатической жидкости из лёгких, например дренирование грудного лимфатического протока.
Повышению разницы между РГК и РГИ способствуют обширные резекции лёгочной паренхимы (пневмонэктомии, особенно справа, двусторонние резекции). Риск отёка лёгких у таких больных, особенно в раннем послеоперационном периоде, высок.
Из уравнения Э. Старлинга следует, что снижение разницы между РГК и РГИ, наблюдаемое при уменьшении концентрации белков крови, прежде всего альбуминов, также будет способствовать возникновению отёка лёгких.
Отёк лёгких может развиваться при дыхании в условиях резко увеличенного динамического сопротивления дыхательных путей (ларингоспазм, обструкция гортани, трахеи, главных бронхов инородным телом, опухолью, неспецифическим воспалительным процессом, после хирургического сужения их просвета), когда на его преодоление затрачивается сила сокращения дыхательных мышц, при этом значительно снижается внутригрудное и внутриальвеолярное давление, что приводит к стремительному повышению градиента гидростатического давления, увеличению выхода жидкости из лёгочных капилляров в интерстиций и затем в альвеолы. В таких случаях компенсация кровообращения в лёгких требует времени и выжидательной тактики, хотя иногда необходимо применить ИВЛ.
Одним из наиболее трудных для коррекции является отёк лёгких, связанный с нарушением проницаемости альвеолярно-капиллярной мембраны, что характерно для ОРДС.
Этот вид отёка лёгких возникает в некоторых случаях внутричерепной патологии. Патогенез его не совсем ясен. Возможно, этому способствует повышение активности симпатической нервной системы, массивный выброс катехоламинов, особенно норадреналина. Вазоактивные гормоны могут вызвать непродолжительное по времени, но значительное по силе повышение давления в лёгочных капиллярах. Если такой скачок давления достаточно продолжителен или значителен, происходит выход жидкости из лёгочных капилляров, несмотря на действие противоотёчных факторов. При этом виде отёка лёгких следует как можно быстрее устранить гипоксемию, поэтому показания к использованию ИВЛ в данном случае шире.
Отёк лёгких может возникнуть и при отравлении наркотическими средствами. Причиной могут быть нейрогенные факторы и эмболизация малого круга кровообращения.

### Последствия возникновения
Небольшое избыточное накопление жидкости в лёгочном интерстиции переносится организмом хорошо, однако при значительном увеличении объёма жидкости происходит нарушение газообмена в лёгких. На ранних этапах накопление избытка жидкости в лёгочном интерстиции приводит к снижению эластичности лёгких, и они становятся более жёсткими. Исследование функций лёгких на этом этапе выявляет наличие рестриктивных расстройств. Одышка является ранним признаком увеличения количества жидкости в лёгких, она особенно типична для пациентов со сниженной эластичностью лёгких. Скопление жидкости в интерстиции лёгких снижает их растяжимость (compliance), тем самым увеличивая работу дыхания. Для снижения эластического сопротивления дыханию больной дышит поверхностно.
Основной причиной гипоксемии при отёке лёгких является снижение скорости диффузии кислорода через альвеолярно-капиллярную мембрану (увеличивается расстояние диффузии), при этом повышается альвеолярно-артериальная разница по кислороду. Усиливает гипоксемию при отёке лёгких также нарушение вентиляционно-перфузионных соотношений. Заполненные жидкостью альвеолы не могут участвовать в газообмене, что приводит к возникновению в лёгких участков со сниженным показателем вентиляция/перфузия, увеличению фракции шунтируемой крови. Углекислый газ гораздо быстрее (примерно в 20 раз) диффундирует через альвеолярно-капиллярную мембрану, кроме того, нарушение соотношения вентиляция/перфузия мало отражается на элиминации углекислого газа, поэтому гиперкапния наблюдается только на терминальном этапе отёка лёгких и является показанием к переводу на искусственную вентиляцию лёгких.

## Клинические проявления кардиогенного отёка лёгких
Отёк лёгких (ОЛ) в своём развитии проходит две фазы, при повышении давления в венах лёгких более 25—30 мм рт. ст. возникает транссудация жидкой части крови сначала в интерстициальное пространство (интерстициальный отёк лёгких) и затем — в альвеолы (альвеолярный отёк лёгких). При альвеолярном ОЛ происходит вспенивание: из 100 мл плазмы может образоваться до 1—1,5 л пены.
Приступы сердечной астмы (интерстициальный отёк лёгких) чаще наблюдаются во время сна (пароксизмальная ночная одышка). Пациенты жалуются на чувство нехватки воздуха, выраженную одышку, при аускультации выслушивается жёсткое дыхание с удлинённым выдохом, появляются сухие рассеянные, а после — свистящие хрипы, кашель, что иногда даёт повод для ошибочных суждений по поводу «смешанной» астмы.
При возникновении альвеолярного ОЛ пациенты жалуются на инспираторное удушье, резкую нехватку воздуха, «ловят» ртом воздух. Эти симптомы усиливаются при положении лежа, что вынуждает больных садиться или стоять (вынужденное положение — ортопноэ). Объективно могут определяться цианоз, бледность, профузный пот, альтернация пульса, акцент II тона над лёгочной артерией, протодиастолический ритм галопа (дополнительный тон в ранней диастоле). Нередко развивается компенсаторная артериальная гипертензия. Аускультативно выслушиваются влажные мелко- и среднепузырчатые хрипы сначала в нижних отделах, а затем — над всей поверхностью лёгких. Позже возникают крупнопузырчатые хрипы из трахеи и крупных бронхов, слышные на расстоянии; обильная пенистая, иногда с розовым оттенком, мокрота. Дыхание становится клокочущим.
Бледность кожных покровов и гипергидроз свидетельствуют о периферической вазоконстрикции и централизации кровообращения при значительном нарушении функции левого желудочка.
Изменения со стороны ЦНС могут носить характер выраженного беспокойства и тревоги или спутанности и угнетения сознания.
Могут быть жалобы на боль в грудной клетке при ОИМ или расслаивающей аневризме аорты с острой аортальной регургитацией.
Показатели АД могут проявляться как гипертензией (вследствие гиперактивации симпато-адреналовой системы или развития ОЛ на фоне гипертонического криза), так и гипотензией (по причине тяжёлой левожелудочковой недостаточности и возможного кардиогенного шока).
При диагностике сердечной астмы учитывают возраст пациента, данные анамнеза (наличие заболеваний сердца, хронической недостаточности кровообращения). Важную информацию о наличии хронической недостаточности кровообращения, её возможных причинах и степени тяжести можно получить путём целенаправленного сбора анамнеза и в процессе осмотра.
Сердечную астму иногда приходится дифференцировать от одышки при тромбоэмболии ветвей лёгочной артерии и реже — от приступа бронхиальной астмы.
Дополнительные методы исследования:
ЭКГ: нарушение ритма сердца, ОИМ, гипертрофия левых отделов сердца.
Рентгенография: линии Керли при застойной сердечной недостаточности с интерстициальным отёком лёгких, симптом «крыльев бабочки» или диффузные очагово-сливные изменения при альвеолярном отёке.
Пульсоксиметрия: наблюдается снижение артериальной сатурации гемоглобина кислородом ниже 90 %.

## Краткая характеристика лекарственных препаратов, применяемых для лечения отёка лёгких
Респираторная поддержка (оксигенотерапия, ПДКВ (PEEP), ППДДП (CPAP), ВЧ ВВЛ, ИВЛ).
1) Уменьшение гипоксии — основного патогенетического механизма прогрессирования ОЛ.
2) Повышение внутриальвеолярного давления — препятствует транссудации жидкости из альвеолярных капилляров, ограничивая венозный возврат (преднагрузку).
Показана при любом ОЛ.
Ингаляция увлажнённого кислорода или кислорода с парами спирта 2—6 л/мин.
2. Нитраты (нитроглицерин, изосорбида динитрат)
Нитраты уменьшают венозный застой в лёгких без повышения потребности миокарда в кислороде. В низких дозах вызывают только венодилатацию, но с повышением дозы расширяют артерии, в том числе и коронарные. В адекватно подобранных дозах вызывают пропорциональную вазодилатацию венозного и артериального русла, уменьшая как преднагрузку, так и постнагрузку на левый желудочек, без ухудшения тканевой перфузии.
Пути введения: спрей или таблетки по 1 дозе повторно через 3—5 минут; в/в болюсно 12,5—25 мкг, затем — инфузия в нарастающих дозах до получения эффекта.
Показания: отёк лёгких, отёк лёгких на фоне острого инфаркта миокарда, острый инфаркт миокарда.
Противопоказания: острый инфаркт миокарда правого желудочка, относительные — ГКМП, аортальный и митральный стенозы, гипотензия (САД < 90 мм рт. ст.), тахикардия > 110 ударов в минуту.
Примечание: артериальное давление (АД) снижать не более 10 мм рт. ст. у пациентов с исходным нормальным АД и не более 30 % у пациентов с артериальной гипертензией.
3. Диуретики (фуросемид).
Фуросемид имеет две фазы действия: первая — венодилатация, развивается задолго до развития второй фазы — диуретического действия, что обуславливает уменьшение преднагрузки и снижения ДЗЛА.
4. Наркотические анальгетики (морфин).
Снимает психотический стресс, тем самым уменьшая гиперкатехоламинемию и непродуктивную одышку, так же вызывает умеренную венодилатацию, в результате чего уменьшается преднагрузка, уменьшается работа дыхательной мускулатуры, соответственно снижается «цена дыхания».
5. Ингибиторы АПФ (эналаприлат (энап Р), капотен)).
Являются вазодилататорами резистивных сосудов (артериол), уменьшают постнагрузку на левый желудочек. Уменьшая уровень ангеотензина II, снижают секрецию альдостерона корой надпочечников, что уменьшает реабсорбцию, тем самым снижается ОЦК.
6. Инотропные препараты (дофамин).
В зависимости от дозы оказывает следующие эффекты: 1—5 мкг/кг/мин — почечная доза, усиление диуреза, 5—10 мкг/кг/мин — бета-миметический эффект, увеличение сердечного выброса, 10—20 мкг/кг/мин — альфа-миметический эффект, прессорный эффект.

## Тактика лечения кардиогенного отёка лёгких
- Лечение отёка лёгких всегда должно проводиться на фоне ингаляции увлажнённого кислорода 2-6 л/мин.
- При наличии бронхообструкции производят ингаляцию бета-адреномиметиков (сальбутамол, беротек), введение эуфиллина опасно из-за его проаритмогенного действия.

1. Лечение отёка лёгких у больных с гемодинамически значимой тахиаритмией.
Гемодинамически значимая тахиаритмия — это такая тахиаритмия, на фоне которой развивается нестабильность гемодинамики, синкопальное состояние, приступ сердечной астмы или отёк лёгких, ангинозный приступ.
Подобное состояние является прямым показанием для проведения немедленной интенсивной терапии.
Если пациент в сознании, проводится премедикация диазепамом 10—30 мг или 0,15—0,25 мг/кг массы тела в/в дробно медленно, возможно применение наркотических анальгетиков.
Начальная энергия электрического разряда дефибриллятора, при устранении аритмий, не связанных с остановкой кровообращения
| Вид аритмии                                    | Бифазная форма разряда | Монофазная форма разряда |
| ---------------------------------------------- | ---------------------- | ------------------------ |
| Фибрилляция предсердий                         | 120—150 Дж             | 200 Дж                   |
| Трепетание предсердий                          | 70—120 Дж              | 100 (50) Дж              |
| Пароксизмальная суправентрикулярная тахикардия | 70—120 Дж              | 100 (50) Дж              |
| Тахикардия с широкими комплексами QRS          | 120—150 Дж             | 200 Дж                   |

При устранении желудочковой тахикардии применяют несинхронизированную дефибрилляцию. После стабилизации состояния проводится лечение в зависимости от вызвавшей тахиаритмию причины.
2. Лечение ОЛ у больных с гемодинамически значимой брадиаритмией
Атропин по 0,75—1 мг в/в, при необходимости повторно до 3 мг.
При резистентности брадикардии к атропину эуфиллин 240 мг в/в или допамин 2—10 мкг/кг/мин в/в капельно или адреналин 2—10 мкг/мин в/в капельно.
Наиболее эффективным средством неотложного лечения брадиаритмий является электрокардиостимулляция.
После стабилизации состояния проводится лечение в зависимости от вызвавшей брадиаритмию причины.
3. Лечение ОЛ у больных на фоне гипертонического криза
Нитроглицерин или изокет спрей по 1 дозе повторно распылить в полости рта.
Нитроглицерин или изокет в/в капельно в нарастающей дозе до снижения АД или уменьшения явлений левожелудочковой недостаточности.
Фуросемид 40—80 мг в/в, при необходимости повторно. Эффективнее вводить повторно малые дозы фуросемида, чем однократно большие.
Эналаприлат (Энап Р) 1,25—5 мг в/в, при отсутствии острого коронарного синдрома. Вместо эналаприлата возможен приём капотена сублингвально в дозе 12,5—25 мг.
Морфин 10 мг в/в дробно.
Пеногашение производится ингаляции 30%-го раствора этилового спирта. Также применяют в/в введение 5 мл 96%-го этилового спирта с 15 мл 5%-й глюкозы. При необходимости, особенно при бурном пенообразовании, производится интратрахеальное введение 2—3 мл 96%-го этилового спирта, путём пункции тонкой иглой трахеи.
При наличии у пациента тахикардии на фоне фибрилляции предсердий возможно в/в введение 0,25 мг дигоксина.
4. Лечение ОЛ у больных без выраженного изменения АД
Нитроглицерин или изокет спрей по 1 дозе повторно распылить в полости рта.
Нитроглицерин или изокет в/в капельно в нарастающей дозе до снижения АД или уменьшения явлений левожелудочковой недостаточности.
Фуросемид 40—60 мг в/в, при необходимости повторно. Эффективнее вводить повторно малые дозы фуросемида, чем однократно большие.
Морфин 10 мг в/в дробно Пеногашение см. выше При наличии у пациента тахикардии на фоне фибрилляции предсердий возможно в/в введение 0,25 мг дигоксина.
5. Лечение ОЛ у больных при пониженном АД (САД < 90 мм рт. ст.)
Дофамин или добутамин в возрастающих дозах до стабилизации САД на уровне 90—100 мм рт. ст.
После стабилизации АД параллельно с инфузией дофамина или добутамина производится в/в введение морфина и нитроглицерина (или изокета).
Пеногашение см. выше
6. Лечение ОЛ у больных при остром коронарном синдроме.
Первым этапом выполняются стандартные мероприятия по терапии ОКС:
Морфин 10 мг в/в дробно
Аспирин 250—500 мг разжевать
Гепарин 5000 ЕД в/в
В дальнейшем выбирается схема лечения исходя из уровня АД, см. выше.
7. Лечение ОЛ у больных с митральным стенозом.
Фуросемид 40—60 мг в/в, при необходимости повторно. Эффективнее вводить повторно малые дозы фуросемида, чем однократно большие.
Обычно ОЛ у этой категории больных возникает на фоне тахикардии, поэтому для урежения ЧСС применяются бета-адреноблокаторы: обзидан (пропранолол), бревиблок (эсмолол), анепро (метопролол) в/в медленно или обзидан 20—40 мг сублингвально до урежения ЧСС на уровне 60—70 в минуту.
Или при наличии у пациента тахикардии на фоне фибрилляции предсердий возможно в/в введение 0,25 мг дигоксина.
Морфин 10 мг в/в дробно
Пеногашение см. выше
Нитроглицерин и другие периферические вазодилататоры относительно противопоказаны, так как могут вызвать чрезмерное снижение артериального давления, увеличить ЧСС и застой в лёгких.
8. Лечение ОЛ у больных гипертрофической кардиомиопатией
Во время ОЛ у больных с гипертрофической кардиомиопатией, как правило отмечаются тахикардия и гипотония.
Для оказания неотложной помощи основные препараты — бета-адреноблокаторы, для урежения ЧСС применяются бета-адреноблокаторы: обзидан (пропранолол), бревиблок (эсмолол), анепро (метопролол) в/в медленно или обзидан 20—40 мг сублингвально до урежения ЧСС на уровне 60—70 в минуту.
Для повышения АД и уменьшения степени обструкции в/в вводят мезатон.
Быстродействующие диуретики используют с осторожностью!
Нитроглицерин и другие периферические вазодилататоры при обструктивной форме гипертрофической кардиомиопатии противопоказаны!
9. Лечение ОЛ у больных с аортальным стенозом
Для оказания неотложной помощи в случае отёка лёгких назначают добутамин, а при артериальной гипотензии — дофамин. В нетяжёлых случаях, особенно при тахисистолической форме мерцания предсердий, применяют сердечные гликозиды.
Быстродействующие диуретики используют с осторожностью!
Нитроглицерин и другие периферические вазодилататоры относительно противопоказаны!
10. Лечение ОЛ у больных с митральной недостаточностью
Для уменьшения степени митральной регургитации вводятся периферические вазодиллятаторы артериолярного или смешанного типов — эналаприлат, капотен.
Также для урежения ЧСС применяются бета-адреноблокаторы: обзидан (пропранолол), бревиблок (эсмолол), анепро (метопролол) в/в медленно или обзидан 20—40 мг сублингвально до урежения ЧСС на уровне 60—70 в минуту.
Или при наличии у пациента тахикардии на фоне фибрилляции предсердий возможно в/в введение 0,25 мг дигоксина.